# Parascyllium collare
Parascyllium collare es una especie de elasmobranquio orectolobiforme de la familia Parascylliidae.